# تالار دكرمنجيان
تالار دكرمنجيان بالإنجليزية (Talar Dekrmanjian) وبالأرمنية (Դալար Տէքրմենճյան) مغنية أوبرا سوبرانو، سورية من مدينة حلب ومن أصل أرمني مقيمة حالياً في بروكسل، بلجيكا.

## نشأتها
عاشت تالار في وسط فني، فأمها وإخوتها يرسمون وأبوها كان يغني في الكورال، ودخولها للمعهد الموسيقي جعلها في مركز تحيط به الموسيقى من كل جانب، ومن خلاله تعرفت على الآلات الموسيقية والأوركسترا والغناء والمواد النظرية والعملية وبقية الأمور التي ينبغي أن يعرفها الموسيقيون كالصولفيح.

## البداية
كانت بداية اكتشاف موهبتها الصوتية عندما لفت صوتها انتباه إحدى الراهبات في مدرستها الإعدادية فقامت الأخيرة بجمع بقية زميلاتها وطلبت منها الغناء، عندها بدأت الراهبات بالبكاء وبعد ذلك أعلمت الراهبة أمها بموهبتها.
وكانت بداية علاقتها بالغناء الأوبرالي عبر الأستاذة آراكس تشيكيجيان التي كانت مغنية الأوبرا الوحيدة في سورية كلها، وبعد أن سمعت صوتها وكان عمرها آنذاك 13 عاما فقالت لها: «لديك أذنٌ موسيقية وخامة صوت جيدة»، وعند وضوح معالم صوتها في السادسة عشرة من عمرها بدأت تعلم وتمرّن صوتها.
وتقول تالار <<بفضل الأستاذة أراكس تعرفت على هذا النوع من الغناء وتعلقت به، خاصة في ظلّ صوت تشيكجيان الملائكي الذي جعلني أذهب باكية إلى أمي بعد كل درس متسائلة "متى سأستطيع الغناء مثلها"، أي أن الغناء مثل أستاذتي أصبح هاجسي الكبير وعبرها أدركت أنني لا بد أن أكمل في هذا الطريق>>.

## دراستها
درست على يدي معلمتها آراكس تشيكيجيان، والتي هي أول مغنية أوبرا سورية تخرّجت من معهد يريفان.
تخرّجت فيما بعد من المعهد العالي للموسيقا بدمشق وأكملت دراستها في هولندا، حيث حازت على شهادة الماستر من أكاديمية ماستريخت في الغناء الأوبيرالي والأدوار في الجوقة الموسيقية.
قامت بالانضمام إلى مدرسة ألفريد كورتو الخاصة بالمعلمين الموسيقيين وحصلت على شهادة الدبلوم في فنون الجوقة الموسيقية بدرجة امتياز.
حصلت تالار على منحة الملكة إليزابيت لثلاثة سنوات في كليّة الموسيقا من أجل الانضمام إلى استوديو الأوبرا الملكي "“La Monnaie في بروكسل (بلجيكا).
أما في فرنسا فتابعت الدراسة مع أساتذة مختصين مراقبة الصوت وكيفية تطوره.

## مشاركاتها
- في سنتها الدراسية الأولى شاركت في أوبرا «دايدو وإينياس» وهي أول أوبرا تقدم في سورية بقيادة «صلحي الوادي» على مسرح «بصرى»، لتعود بعد سبع سنوات للمشاركة في «مهرجان بصرى الدولي» على المسرح ذاته.
- حفلة مع السيمفونية الوطنية بقيادة المايسترو ميساك باغبودريان في دار الأوبرا في دمشق.
- دورها في بطولة أوبرا «ساندريلا» للمؤلف «ماسنيت» على المسرح الملكي ببروكسل، حيث أدت هذا الدور ثماني مرات في بروكسل كما قدمت ستة عروض في لوكسمبورغ.
- عروض كثيرة في أهم قاعات الأوبرا العالمية مثل:
(Palais des Beaux-Arts, Flagey, Théâtre Royale de la Monnaie, Théâtre National) بروكسل، (Concertgebouw) براغ، (Elisabethzaal) أنتويرب، (Salle Cortot) باريس، (Alice Tally Hall in Lincoln Center) نيويورك، (Opera City Hall) طوكيو، (SvetlanovHall) موسكو، (Rimsky-Korsakov Hall) سان بطرسبورغ، (Paradiso) أمستردام، و (the Leighton House Museum, St. John’s Hall) لندن. عندما كانت في جولة في إيطاليا، قامت تالار بالأداء في فيرمو، ليفورنو، رافينا، وفي قاعة جنوا (Teatro Carlo Felice).
- قامت بالأداء مع العديد من جوقات الأوبرا الشهيرة، مثل جوقة تشامبر الإنكليزية، والأوركسترا الملكية البلجيكية، وأوركسترا ليمبورغ، وأوركسترا بيكاردي، وأوركسترا يريفان، وأوركسترا فيرتوسي في موسكو، والأوركسترا الروسية الجديدة.
- الغناء تحت إشراف كازوشيأونو، وأوغستيندوماي، وباسكال فيرو، ومارك سوسترو، وبول غودوين، وجون ستولين، وجان-بيرنار بومييه، وكريستوفر وارن غرين.
- المشاركة على المسرح مع فيورديغيللي/موزارت في ماستريخت، ومع ميكايلا/بزايت في ويكرشايم، ومع لاوريتا/بوتشيني في دار الأوبرا بدمشق، ومع إليسيتا/سيماروسا في المسرح الوطني البلجيكي، ومع سينديريلون/ماسينيت في مسرح لا مونييه في بروكسل، وفي داري أوبرا في لوكسمبورغ وباريس أيضاً.
- تمت دعوة تالار للغناء على شرف العائلة البلجيكية الحاكمة بحضور الملك والملكة خلال حفلة الميلاد في القصر الملكي في بروكسل، وتمّ بث هذه الحفلة على التلفزيون الوطني.
- أداء شفهي مع ميلوسبوبوفيتش (عازف بيانو) تمحور حول العديد من الأغاني الأرمنية والروسية، وتمت إذاعتها على محطة الموسيقا الكلاسيكية البلجيكية.
- الغناء في ملعب العباسيين على شرف البابا يوحنا بولس الثاني عند زيارته لسوريا.
- أداء مشترك مع المغني الأوبرالي بالصوت الحاد فابيو أنديروتي في أنشودة «فيردي وبوتشيني» في روسيا والعديد من البلدان الأخرى.
هذه المشاركات جميعها قادت تالار لعدد من المهرجانات الدولية مثل مهرجان فيكسين مينتون (فرنسا)، ومهرجان والون موسان (بلجيكا)، ومهرجان ويكيرشايم (ألمانيا) ومهرجان يريفان الموسيقي الدولي (أرمينيا) ومؤخراً، تمت دعوتهما لمهرجان "Lirico sotto le stele" في نيتونو بإيطاليا.

## وصلات خارجية
- حساب الفيسبوك الرسمي
- يوتيوب: شهرزاد - آسيا. للمؤلف رافيل
- مقابلة على تلفزيون ARM TV موسكو
- جريدة تشرين: ا الأوبرالية تالار دكرمنجيان.. صوت مميز على مستوى العالم